# Hernando Buitrago
José Hernando Buitrago Arango (Líbano, 5 november 1970) is een Colombiaans voormalig voetbalscheidsrechter. Hij was in dienst van FIFA en CONMEBOL tussen 2006 en 2015. Ook leidde hij tot 2015 wedstrijden in de Categoría Primera A.
Op 23 augustus 2006 leidde Buitrago zijn eerste duel in internationaal verband tijdens een wedstrijd tussen Deportes Tolima en Independiente Medellín in de voorronde van de Copa Sudamericana; het eindigde in 3–1 en de Colombiaanse leidsman gaf twee gele kaarten. Zijn eerste interland floot hij op 14 januari 2007, toen Venezuela met 2–0 won van Zweden. Tijdens dit duel gaf Buitrago drie gele kaarten.

## Interlands
| Datum             | Plaats                    | Wedstrijd               | Uitslag | Competitie           | Kreeg geel | Kreeg voor de tweede keer geel en dus rood | Weggestuurd |
| ----------------- | ------------------------- | ----------------------- | ------- | -------------------- | ---------- | ------------------------------------------ | ----------- |
| 14 januari 2007   | Maracaibo, Venezuela      | Venezuela – Zweden      | 2 – 0   | Vriendschappelijk    | 3          | 0                                          | 0           |
| 8 februari 2007   | Maracaibo, Venezuela      | Venezuela – Chili       | 0 – 1   | Vriendschappelijk    | 0          | 0                                          | 0           |
| 13 september 2007 | Puerto La Cruz, Venezuela | Venezuela – Panama      | 1 – 1   | Vriendschappelijk    | 2          | 0                                          | 0           |
| 11 oktober 2008   | La Paz, Bolivia           | Bolivia – Peru          | 3 – 0   | WK 2010 kwalificatie | 6          | 0                                          | 0           |
| 3 maart 2010      | Barquisimeto, Venezuela   | Venezuela – Panama      | 1 – 2   | Vriendschappelijk    | 4          | 0                                          | 0           |
| 6 maart 2010      | Maracaibo, Venezuela      | Venezuela – Noord-Korea | 2 – 1   | Vriendschappelijk    | 2          | 0                                          | 0           |
| 30 mei 2010       | Mérida, Venezuela         | Venezuela – Canada      | 1 – 1   | Vriendschappelijk    | 1          | 0                                          | 0           |
| 2 september 2011  | Quito, Ecuador            | Ecuador – Jamaica       | 5 – 2   | Vriendschappelijk    | 0          | 0                                          | 0           |
| 12 november 2011  | Asuncion, Paraguay        | Paraguay – Ecuador      | 2 – 1   | WK 2014 kwalificatie | 5          | 0                                          | 0           |
| 10 juni 2012      | Puerto La Cruz, Venezuela | Venezuela – Chili       | 0 – 2   | WK 2014 kwalificatie | 7          | 0                                          | 0           |
| 8 oktober 2015    | Ciudad Guayana, Venezuela | Venezuela – Paraguay    | 0 – 1   | WK 2018 kwalificatie | 3          | 0                                          | 0           |
| 4 september 2015  | Ciudad Guayana, Venezuela | Venezuela – Honduras    | 0 – 3   | Vriendschappelijk    | 4          | 0                                          | 0           |
| 18 november 2015  | Salvador, Brazilië        | Brazilië – Peru         | 3 – 0   | WK 2018 kwalificatie | 4          | 0                                          | 0           |